# Сухото езеро (Рилски манастир)
Вижте пояснителната страница за други значения на Сухото езеро.
Сухото езеро е езеро в Централната част на Рила, на 1891,5 m н.в., във водосборния басейн на Рилска река (ляв приток на Струма), на 1500 m югоизточно от връх Попова капа (Попова шапка). Намира се в област Кюстендил, община Рила.
Езерото има почти правоъгълна форма и променливи очертания с максимални размери 270 m дължина и 120 m ширина. Най-голяма площ от около 30 дка има през пролетта по време на снеготопенето. Подхранва се от две малки реки, идващи съответно от Поповокапските езера на север от него и от седловината Кобилино бранище – на изток, които на около 400 m източно от езерото се съединяват и се вливат в него. През есента почти пресъхва. Няма видим повърхностен отток. Водите му се филтрират през моренния вал разположен покрай западния му бряг и дават началото на буен поток, който се влива отдясно в Рилска река.